# Хему Вікрамадітья
Самрат Хем Чандра Вікрамадітья (гінді सम्राट हेम चंद्र विक्रमादित्य), Хему Вікрамадітья або Хему (1501—1556) — індуський імператор (махараджа) Північної Індії в середині 16 століття.
Він був сином торговця їжею та сам в дитинстві торгував селітрою у Реварі, але вступив до армії і швидко дослужився до посади головнокомандуючого і прем'єр-міністра при дворі Аділ Шаха Сурі з династії Сурі. Він провів успішну кампанію проти афганських султанів Індії на великій території від Пенджабу до Бенгалу та кілька разів розбив сили Великих Моголів на чолі з Акбаром і Хумаюном в Аґрі і Делі, вигравши 22 битви без жодної поразки. Отримавши владу над величезною територією із центром в Делі, він прийняв ім'я легендарного царя Вікрамадітья. Його коронація пройшла 7 жовтня 1556 року у фортеці Пурана-Кіла в Делі, де він також отримав титул Самрат (імператор). Індуське царство Хему, хоча і недовговічне, повернуло індуську владу в Північній Індії вперше за понад 350 років.